# Misumena beta
Misumena beta är en spindelart som beskrevs av Pater Chrysanthus 1964. Misumena beta ingår i släktet Misumena och familjen krabbspindlar. Inga underarter finns listade i Catalogue of Life.